# Jana Osbornová-Kosinová
Jana Osbornová-Kosinová ( 1937 ) es un botánico checo.

## Algunas publicaciones
- j. Kubíková, j. Hadinec, j. Osbornová-Kosinová, l. Rektoris. 1993. Zhodnocení opakovaného sledování kvčteny a vegetace přírodní památky (Evaluación de la encuesta repetida florística y la vegetación de la reserva natural) Divoká Šárka, ...

- j. Chrtek, j. Osbornová-Kosinová. 1986. Notes on the synantropic plants of Egypt. 2. Anagallis arvensis s. 1. (Primulaceae). Folia geobot. phytotax. 21 : 405—421

- j. Lepš, j. Osbornová-Kosinová, m. Rejmánek. 1982. Community stability complexity and species life-history strategies. Vegetatio 50:53–63

### Libros
- j. Osbornová-Kosinová, m. Rejmánek. 1990. Succession in abandoned fields: studies in central Bohemia, Czechoslovakia. Geobotany Series 15 de NATO Asi Series. Series D, Behavioural and Social Sci. Ed. ilustrada de Kluwer Academic, 168 pp. ISBN 0792304012, ISBN 9780792304012
- La abreviatura «Osb.-Kos.» se emplea para indicar a Jana Osbornová-Kosinová como autoridad en la descripción y clasificación científica de los vegetales.[3]